# 울산 등용사 묘법연화경
울산 등용사 묘법연화경(蔚山 登龍寺 妙法蓮華經)은 울산광역시 동구 등용사에 있는 조선시대의 책이다. 2016년 2월 4일 울산광역시의 문화재자료 제29호로 지정되었다.

## 개요
『묘법연화경』은 법화사상의 핵심 경으로 예로부터 모든 경들 중의 경으로 인정받았고, 초기 대승경전 중에서도 가장 중요한 경으로『 화엄경』·『금강경』과 더불어 불교의 대표적 대승경전으로 널리 알려져 있다. 부처님께서 이 세상에 오신 뜻을 밝히는데 그 요지를 두고 있는 경전이다. 한국 불교계에서도 근본경전의 하나로서 예로부터 강원교육(講院敎育)의 하나인 대교과(大敎科)과목으로 채택되어 강의되고 있으며,『 화엄경』과 함께 한국불교 사상의 확립에 가장 크게 영향을 미친 경전이다. 흔히 약칭하여 『법화경(法華經)』이라고도 부른다.
우리나라에 유통된 『묘법연화경』의 대부분은 406년에 구마라집(鳩摩羅什, 344~413)에 의해서 번역된 한역본을 송나라 계환(戒環)이 1126년에 주석한『묘법연화경요해(妙法蓮華經要解)』7권본으로 알려져 있다.
묘법연화경은 우리나라에서 간행된 불교전적 가운데 가장 많은 판종수를 가지고 있어서 현재 대략 160여종에 이르는 것으로 조사되고 있으며, 이들 판본은 크게‘ 성달생서본계(成達生書本系)’,‘ 갑인자본계(甲寅字本系)’,‘ 을해자본계(乙亥字本系)’,‘ 대자본계(大字本系)’,‘ 언해본(諺解本)’,‘ 독자판본(獨自板本)’의 여섯 가지 유형으로 가름된다.
등용사에서 소장하고 있는『 묘법연화경』은 을해자본계에 속하며, 1531년 공산본사(公山本寺)에서 새긴 경판으로 찍은 목판본이다. 선장본 형태의 7권 7책 완본과 동일판본인 1권 1책으로, 총 8책이며 크기는36.2×24.0cm이다. 권두에는 변상도, <묘법연화경홍전서(妙法蓮華經弘傳序)> 주해 및 <묘법연화경요해서(妙法蓮華經要解序)>가 있다. 권말 간기는 없으나 변상도의 각수명(刻手名)이나 <묘법연화경홍전서> 첫 번째 장 하단 흑어미(黑魚尾) 안에 새겨진 글자와 같은 특징들로 보아 1531년 경상도 영천(永川) 공산본사에서 새긴 경판으로 찍은 것임을 알 수 있다.

## 참고 자료
- 울산 등용사 묘법연화경 - 국가유산청 국가유산포털